# 5 złotych polskich (1816–1818)
5 złotych polskich (1816–1818) – moneta pięciozłotowa Królestwa Kongresowego okresu autonomii, wprowadzona ukazem cara Aleksandra I z 1 grudnia 1815 r., bita w srebrze w latach 1816–1818, według systemu monetarnego opartego na grzywnie kolońskiej. Moneta nie posiada otoku. Wycofano ją z obiegu 1 maja 1847 r.
Moneta została wybita bez otoku, podobnie jak wszystkie początkowe emisje Królestwa Polskiego okresu autonomii.

## Awers
Na tej stronie umieszczono prawe popiersie cara Aleksandra I, dookoła otokowo napis:

ALEXANDER I CESARZ SA.W.ROS.KRÓL POLSKI *

Awers był bity:
- w 1816 r. stemplem głębokim (wypukły wizerunek króla),
- w 1817 r. zarówno stemplem głębokim jak i stemplem płytkim (płaski wizerunek króla),
- w 1818 r. jedynie stemplem płytkim.

## Rewers
Na tej stronie umieszczono średni herb Królestwa Kongresowego, tzn. orła rosyjsko-polskiego – dwugłowy orzeł z trzema koronami, dużą pośrodku i dwiema małymi na głowach orła, w prawej łapie trzyma miecz i berło, w lewej jabłko królewskie, na piersi, na tle gronostajowego płaszcza, tarcza herbowa z polskim orłem. Po obu stronach dużej korony rok bicia: 1816, 1817 albo 1818. Na dole, po obu stronach ogona orła, znajduje się znak intendenta mennicy w Warszawie – I.B. (Jakuba Benika), dookoła otokowo napis:

5 ZŁOTYCH POLSKICH 17 211/625 Z GR•CZ•KOL•

Orzeł z rewersu miał ogon:
- w 1816 r. jednorzędowy – krótszy,
- w 1817 r. zarówno jednorzędowy jak i dwurzędowy – dłuższy,
- w 1818 r. tylko dwurzędowy.

## Opis
Monetę bito w mennicy w Warszawie, w srebrze próby 868, na krążku o średnicy 32 mm, masie 15,54 grama, z rantem skośnie ząbkowanym, bez otoku. Według sprawozdań mennicy w latach 1816–1819 w obieg wypuszczono 3 757 617 sztuk pięciozłotówek.
Stopień rzadkości poszczególnych roczników i typów monety przedstawiono w tabeli:
| Rocznik                 | Typ                                   | Stopień rzadkości | Szacowana liczba egzemplarzy | Uwagi                                 | Zdjęcie |
| ----------------------- | ------------------------------------- | ----------------- | ---------------------------- | ------------------------------------- | ------- |
| 5 złotych polskich 1816 |                                       | R                 | 80 001–400 000               | wypukły awers, ogon orła jednorzędowy |         |
| 5 złotych polskich 1817 | wypukły awers, ogon orła jednorzędowy | [ 10 ]            | ponad 400 000                |                                       |         |
| 5 złotych polskich 1817 | wypukły awers, ogon orła dwurzędowy   | [ 10 ]            | ponad 400 000                |                                       |         |
| 5 złotych polskich 1817 | płaski awers, ogon orła dwurzędowy    | [ 10 ]            | ponad 400 000                |                                       |         |
| 5 złotych polskich 1818 |                                       | R2                | 3001–15 000                  | płaski awers, ogon orła dwurzędowy    |         |

Moneta była bita w latach panowania Aleksandra I, więc w numizmatyce rosyjskiej zaliczana jest do kategorii monet tego cara.
Pięciozłotówka była bita na starych automatach menniczych, które rozpoczęły swoją pracę jeszcze w czasach Rzeczypospolitej Obojga Narodów. Maszyny te nie pozwalały na emisję monet z wystającym powyżej rysunków awersu i rewersu obrzeżem (zwanym otokiem), mającym zmniejszać tempo ścierania się rysunków egzemplarzy uczestniczących w codziennym obrocie pieniężnym. W odpowiedzi na pismo Namiestnika Królestwa Polskiego z 9 kwietnia 1818 r. zawierające prośbę o wyrażenie zgody na:
- bicie monet z napisem „z miedzi krajowej” oraz
- srebrnych 10-złotówek, które nie były wymienione w akcie prawnym z 1 grudnia 1815 r.,

król-cesarz Aleksander I wyraził zgodę, warunkując ją koniecznością bicia ich przez Mennicę Królewską w Warszawie „w formie cylindrycznej, z wykonaniem obrzeża monet prostopadłego do płaszczyzny krążka”. W celu wypełnienia wymagania narzuconego przez administrację petersburską koniecznym było sprowadzenie ze stolicy Cesarstwa Rosyjskiego parowych maszyn menniczych, które postanowiono zainstalować w nowo budowanym gmachu mennicy. Pojawienie się w 1819 r. różnych nominałów z otokiem wiązało się z uruchomieniem petersburskich automatów. W przypadku monet pięciozłotowych ich emisja z otokiem nastąpiła dopiero z datą roczną 1829, ze zmienionymi wzorami rysunków zarówno awersu jak i rewersu, gdyż po roku 1818 nastąpiła 11-letnia przerwa w emisji tego nominału srebrnego.